# Chapapote

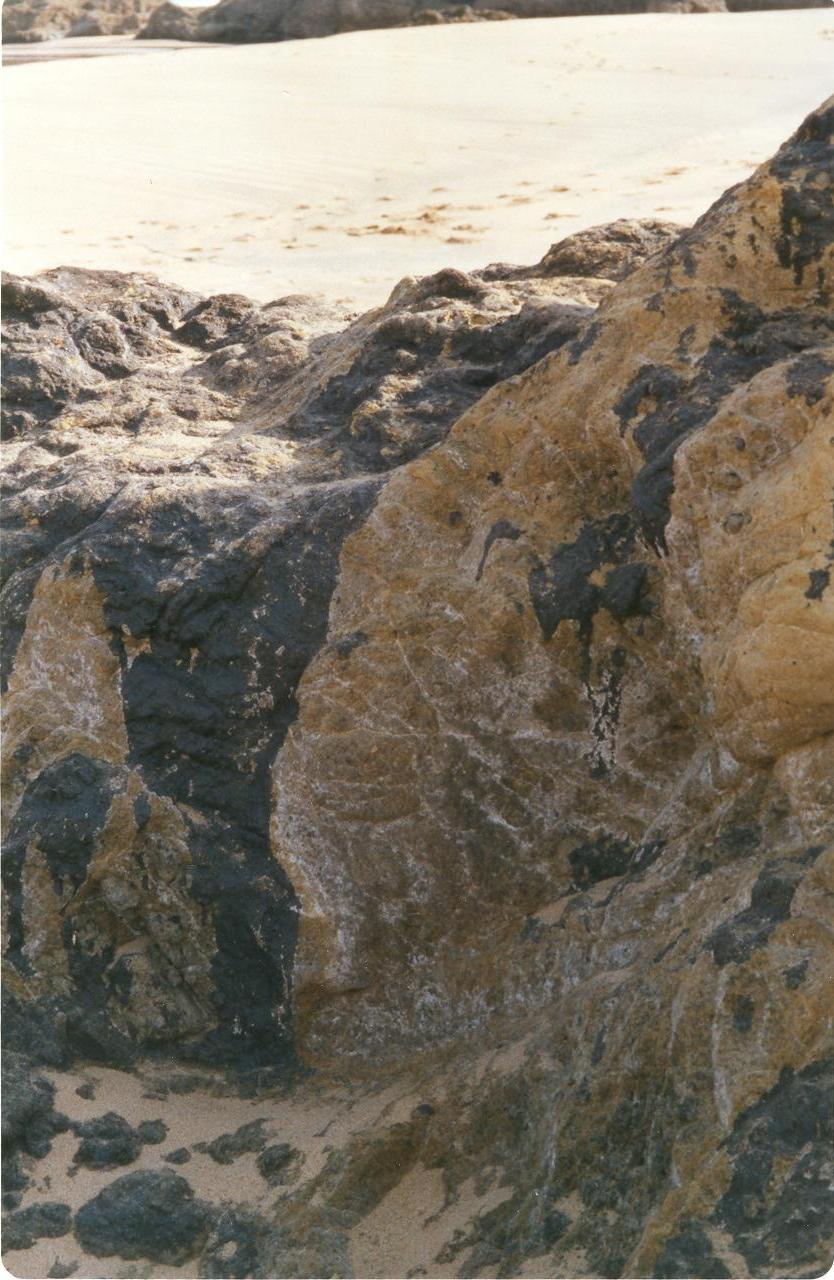
Restes de Txapapote del Prestige vessades a San Juan de Gaztelugatxe a Euskadi.

Chapapote (del nàhuatl chapopotli, corrupció de tzaucpopochtli, compost de tzacutli també conegut com a txapopote, txaapote o galipote) és un mot en espanyol i gallec que hi vol dir quitrà, o taca quitranosa estesa al damunt d'una superfície.
També es coneix com a chapapote el petroli o oli mineral il·legalment deixat al mar per vaixells sovint procedents dels tancs de combustible, un cop ha arribat a terra. En català s'ha proposat substituir aquest mot pel català galipot, que és una brea usada per a calafatar barques i vaixells de fusta, i que pot provocar taques similars, que en algunes costes també s'anomenen galipot. En gallec i en espanyol també s'ha utilitzat el mot equivalent, ghalipote o galipote, respectivament, en el mateix sentit que chapapote.
El vessament d'olis minerals a conseqüència de l'enfonsament del petrolier Prestige (13 de novembre de 2002), prop de les costes gallegues, va provocar una marea negra que va anar des de la Costa da Morte fins a la platges de la costa de Guipúscoa i d'Iparralde. El desastre ecològic va mobilitzar milers de voluntaris per a netejar les costes i va donar lloc a la creació del moviment Nunca Máis.